# Zanussi (Unternehmen)
Zanussi ist ein italienischer Hersteller für Elektro-Haushaltsgeräte mit Sitz in Pordenone. Seit 1984 gehört Zanussi zum schwedischen Haushaltswarenkonzern Electrolux und wird von ihm als Marke für das untere Preissegment des Unternehmens verwendet.

## Geschichte

### Ursprünge: Vom Handwerksbetrieb zur Kleinindustrie (1916–1946)
Die Ursprünge des Unternehmens können bis 1858 auf eine Gesellschaft, die als Hersteller für Terracotta-Öfen unter der Marke Becchi produzierte, zurückverfolgt werden.
1916 entstand dann das Unternehmen Zanussi (Officina Fumisteria Antonio Zanussi), gegründet als kleine Werkstatt von Antonio Zanussi (1890–1946), dem 26-jährigen Sohn eines Schmieds in Pordenone im Nordosten Italiens. Als kleines Handwerksunternehmen war Zanussi zunächst auf die Herstellung und Reparatur von Herden und Holzöfen für den Hausgebrauch fokussiert. Der Betrieb begann in einer 30 m² großen Werkstatt, die auf einem Grundstück am Corso Garibaldi an der Ecke zur Via De Paoli errichtet wurde und in der anfangs drei Arbeiter arbeiteten.
In den späten 1920er-Jahren erweiterte Zanussi sein Angebot um Waschtröge und Bügler.
Im Jahr 1926 vergrößerte Zanussi seine Werkstatt, die nun Antonio Zanussi Pordenone hieß, auf eine Fläche von 120 m² und erkannte die Notwendigkeit, eine Standardisierung seiner Produkte vorzunehmen. So stellte er das Modell AZP, einen Holzherd mit gusseiserner Platte, herstellte, das kommerziell erfolgreich und für den Export bestimmt war. Die Zahl der Mitarbeiter stieg auf 10, dann auf 19 (18 Arbeiter und eine Angestellte) und Anfang der 1930er Jahre auf 25.
1933 brachte Zanussi dann, verbunden mit einem großen Medienereignis jener Zeit - dem neuen Rekord einer Transatlantiküberquerung durch das italienische Linienschiff „Rex“, welches das Blaue Band eroberte - die Marke REX auf den Markt. Das erste Küchenmodell, das unter dieser neuen Marke auf den Markt kam, war die Rex 503, die ein großer kommerzieller Erfolg für das Unternehmen aus dem Friaul war, das 1934 40 Mitarbeiter zählte. Im selben Jahr wurde die Produktion in ein neues, 2.000 m² großes Werk in der Via Montereale verlagert, das auf dem Grundstück der Schwiegereltern von Zanussi errichtet wurde, und die Produktion wurde auf Großküchen für Hotels und Gemeinden ausgeweitet.
Antonio Zanussi Pordenone war auf dem Weg, sich von einem Handwerksbetrieb in eine kleine lokale Industrie zu verwandeln: 1935 wurde der Patent-Holzherd auf den Markt gebracht, der in Italien, aber vor allem in Österreich und Deutschland verkauft wurde, und ein Großauftrag der Regierung über Feldküchen für den Äthiopienkrieg begünstigte die Konsolidierung des Unternehmens durch die Vergrößerung der Fabrik, die Verdoppelung der überdachten Fläche, die weitere Aufstockung der Belegschaft, die 100 Personen erreicht hatte, und die Ausweitung der Produktion, die eine Kapazität von 6.000 Einheiten jährlich erreichte.
Der Zweite Weltkrieg unterbrach die Aktivitäten des Unternehmens nicht, das 1943 eine eigene Gießerei innerhalb des Werks einrichtete. Nach Ende des Konflikts traten Schwierigkeiten auf, die vor allem durch Herausforderungen bei der Rohstoffversorgung und Auftragsrückgängen, zu einem Rückgang der Belegschaft des Unternehmens führen. 1945 beschäftigte Zanussi so nur noch 18 Mitarbeiter und befasste sich mit dem Bau von Holz- und Kohleherden und -öfen.
1946 starb Zanussi plötzlich und die Leitung seines Unternehmens ging an seine beiden ältesten Söhne Guido (1917–1999) und Lino (1920–1968), der mit 17 Jahren die Schule vorzeitig verlassen hatte, über. Sie übernahmen die Rolle des Präsidenten bzw. des Geschäftsführers.

### Weiterentwicklung: Die Ära Lino Zanussi (1946–1967)
Bereits fünf Jahre später produzierte Zanussi auch Butangasöfen. 1954 kam die Produktion von Kühlschränken hinzu, um die Fabrik in den Sommermonaten auszulasten.
Der nächste Schritt, die Produktion von Waschmaschinen, war zwar aus heutiger Sicht naheliegend, führte das Unternehmen aber an den Rand des Ruins. In der zweiten Hälfte der 1960er-Jahre begann Zanussi mit der Produktion von halbautomatischen Waschmaschinen mit Doppeltrommeln, die aufgrund ihres Aussehens bereits veraltet anmuteten, als sie auf den Markt kamen. Bereits nach 5.000 Stück wurde die Produktion eingestellt. Bereits zwei Jahre später ließ er viele Teile bei Fiat in Lizenz des US-Herstellers Westinghouse fertigen. Da die Waschmaschine viel zu groß war und kein eingebautes Heizelement besaß, war sie erneut ein Flop.
Doch Lino und sein Bruder Guido Zanussi, der als Vertriebsleiter tätig war, ließen sich nicht entmutigen, sondern bemühten sich erfolgreich erneut, ein eigenes Produkt auf den Markt zu bringen. Zanussi hatte Erfolg.

### Expansion und Niedergang: Die Ära Lamberto Mazza (1968–1983)
Am 18. Juni 1968 starb Lino Zanussi bei einem Flugzeugabsturz in Spanien, zusammen mit allen anderen Passagieren, einigen seiner Mitarbeiter und den beiden Piloten. Die Familie Zanussi vertraute die Leitung des Unternehmens Lamberto Mazza an, der dort seit 1960 als Finanzberater tätig war.
In den frühen 1970er-Jahren beschäftigte das Unternehmen bereits 5.300 Mitarbeiter und dominierte unter den Markennamen Rex und Naoni den italienischen Markt. Neben der Firmenzentrale in Pordenone bei Venedig entstanden weitere Produktionsstandorte in Italien, in denen 500.000 Kühlschränke, 230.000 Waschmaschinen, 250.000 Öfen und 50.000 Fernseher jährlich hergestellt wurden. Zanussi schuf eine weitgehend integrierte Produktionskette, in der auch Fertigungswerkzeuge, wie das Elektroschweißen der Kühlschrankgehäuse selbst konstruiert wurden. Zanussi war einer der ersten italienischen Hersteller, der die elektrostatische Lackierung einführte. Viele Komponenten, auch die Plastikteile, die Schmiedeerzeugnisse, Elektromotoren und Transformatoren stammten aus eigener Produktion. Verdichter für Kühlschränke wurden in einer eigenen Fabrik im österreichischen Fürstenfeld erzeugt.
Ende 1974 wurde die Pong-Videospielkonsole Zanussi Ping-O-Tronic entwickelt und bis 1983 unter Zanussis Hausmarke Sèleco verkauft. 1977 wurde die Nachfolgerkonsole Zanussi Play-O-Tronic veröffentlicht.
In der Umgebung von Madrid wagte Zanussi seine erste Expansion auf einen Markt außerhalb von Italien. Nach dem Zusammenbruch von Rolls Razor und Duomatic in Großbritannien eroberte Zanussi auch den dortigen Markt. Später stieg Zanussi in die Fertigung für ein deutsches Unternehmen ein, das die „weiße Ware“ unter seinem Markennamen vertrieb. Auch die Quelle vertrieb Hausgeräte unter eigenem Namen in Deutschland, zu denen Zanussi Komponenten lieferte. Zanussi expandierte in die übrigen Länder der Europäischen Gemeinschaft, nach Afrika und Asien. Vom umkämpften nordamerikanischen Markt hielt Zanussi sich fern.
Im Jahr 1978 wurde der Firmenname in Industrie Zanussi S.p.A. geändert. Im darauf folgenden Jahr, 1979, wurde das Werk in Spilimbergo für die Bauproduktion eröffnet und es wurden industrielle Kooperationsvereinbarungen mit dem österreichischen Unternehmen Voest-Alpine (das 10 % der Anteile der Gruppe erwarb) und dem japanischen Unternehmen Hitachi geschlossen. 1980 erwarb Zanussi eine Mehrheitsbeteiligung an der spanischen Tochtergesellschaft Ibelsa (75 %), an der es zuvor mit der Grupo Fierro gleichberechtigter Partner war. 1981/82 übernahm es mehrere kleine Unternehmen in der Region Pordenone und sogar die Mehrheit am Fußballverein Udinese.

### Beitritt und Fusion zur Electrolux-Gruppe (1984–1995)

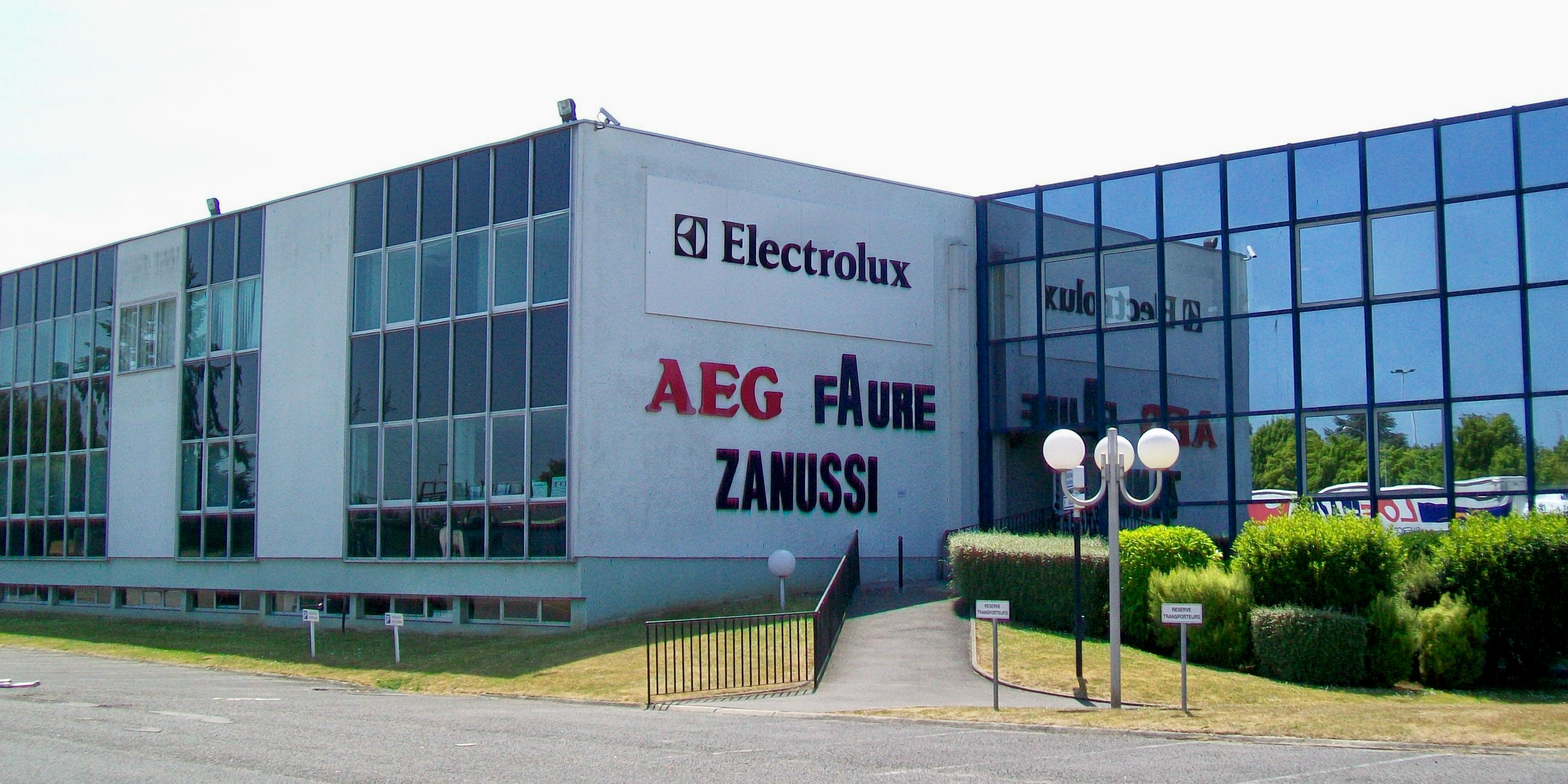
Electrolux Gebäude mit Zanussi Logo in Frankreich

In den späten 1980er-Jahren geriet Zanussi mit der Produktion von „brauner Ware“, also Unterhaltungselektronik, die Zanussi von AEG-Telefunken übernommen hatte, wie viele andere Wettbewerber auch, tief in die roten Zahlen. Um die Produktion von Farbfernsehern in Italien zu retten, stieg die staatliche italienische Holding REL mit 49 % in das Zanussi-Unternehmen Sèleco ein. Auch die Olivetti-Tochter Merloni aus Fabriano beteiligte sich mit 5 %. Als Zanussi in den 1980er-Jahren mit einem Marktanteil von 22 % in Italien in eine Absatzkrise geriet und die bereits beteiligte Beteiligungsgesellschaft der Region Friaul Friulia signalisierte, sich nicht mehr an weiteren Kapitalerhöhungen beteiligen zu wollen, stieg die zum schwedischen Wallenberg-Konzern gehörende Electrolux-Gruppe in das frühere Familienunternehmen ein. Die Electrolux-Gruppe hatte sich bereits durch bedeutende Firmenzukäufe in den USA (Tappan, White Consolidated Inc., zu der die Kühlschranktochter Frigidaire, Kelvinator u. a. gehören, Roper, Poulan/Weed Eater etc.), in Schweden (Graenges, Gotthard Nilsson), in Großbritannien (Thorn-EMI) und Deutschland (Juno, Zanker, Progress, AEG-Hausgeräte etc.) zu einem der weltweit führenden Hersteller von Haushaltselektrogeräten entwickelt. Nach einer Kapitalerhöhung 1986 schied die Familie Zanussi endgültig aus dem Unternehmen aus.
Die Ära Electrolux bei Zanussi ist neben dem Verlust der Selbständigkeit geprägt von immer neuen Sanierungsbemühungen verbunden mit massivem Personalabbau, Ausgliederung von Komponentenfertigung, Verkauf bzw. Stilllegung von Produktionsstandorten, Reduktion der Modellpalette und europaweiter Ausweitung der Marke Zanussi.

## Unternehmen
Industrie Zanussi S.p.A. mit Sitz in Pordenone war ein Maschinenbauunternehmen, dessen Haupttätigkeit die Herstellung und Vermarktung von Haushaltsgeräten der Marken Rex, Castor, Triplex und Zoppas war. Ab Ende der 1970er Jahre war sie als Holdinggesellschaft strukturiert und kontrollierte 1992 die folgenden Unternehmen, die jeweils in einem bestimmten Sektor tätig waren:
- Zanussi Elettrodomestici S.p.A. (Herstellung von Haushaltsgeräten)
- Zanussi Elettromeccanica S.p.A. (Herstellung von Kompressoren)
- Zanussi Componenti Plastica S.p.A. (Herstellung von Plastikmaterial)
- Zanussi Metallurgica S.p.A. (Herstellung von Teilen aus Gusseisen, Aluminium und Kupfer)
- Zeltron S.p.A. (Entwicklung elektronischer Systeme)
- Zanussi Italia S.p.A. (Handelsvertrieb)
- P & O Centro Servizi S.p.A. (Vertrieb und Kundendienst)
- Zanussi Grandi Impianti S.p.A. (Herstellung von Haushaltsgeräten für den professionellen Gebrauch)
- Zanussi Vending S.p.A. (Verkaufsautomaten)
- Alpeninox S.p.A. (Herstellung von professionellen Kühlschränken)

Die letzten Finanzzahlen der Unternehmensgruppe stammen aus dem Jahr 1994, als Zanussi einen Umsatz von 4,3 Billionen Lira und einen Nettogewinn von 225,9 Milliarden Lire erzielte und 20.480 Mitarbeiter beschäftigte.
Die Marke Zanussi wird seit 1995 für Electrolux-Geräte verwendet, die außerhalb Italiens vermarktet werden, sowie für professionelle Koch-, Kühl- und Waschgeräte, die im Werk Vallenoncello von Electrolux Professional S.p.A. (ehemals Zanussi Grandi Impianti), der professionellen Abteilung des skandinavischen Konzerns, hergestellt werden.
Die Großküchengeräte werden seit 2007 von der Handelsgesellschaft „NordCap“ in Deutschland vertrieben. Da diese Geräte das Einstiegssegment abdecken, ist ein Support durch Electrolux Professional nicht gegeben.